# Матилда (робот)
Матилда (Matilda) је оклопљени робот који личи на вепра. Учествовао је у свим епизодама британске серије „Ратови робота“ (Robot Wars). До пете епизоде, робот је био наоружан моторном тестером која се налазила на брзоротирајућем диску, смештеним на њеном задњем делу. На предњем делу су се налазиле покретне кљове. Најупечатљивији моменат њеног наступа је изгубљена битка против Рејзера (Razer) у четвртој епизоди.